# Crepis mollis
Crepis mollis es una especie de planta herbácea perteneciente a la familia de las asteráceas. Es originaria de Europa.

## Descripción
Es una planta herbácea perenne, que alcanza los 30-75 - (90) centímetros de altura. Con caudex de 3.0-5.0 cm de ancho. Los tallos florales erectos son sulcados o cilíndricos, huecos, glabros o más o menos pubescentes, 1,0-5,0 mm de diámetro, delgados, ramificados en la mitad superior. Las hoja de la roseta estrechamente obovadas a elípticas, de 4.0-27.0 cm de largo, 1.5-5.0 cm de ancho, dentadas o enteras. Las hojas caulinares estrechamente ovadas o estrechamente obovadas a elípticas, dentadas o enteras, obtusas. Capítulos con muchas flores. Involucro campanulado de color verde oscuro, pubescente y glandular; brácteas involucrales externas estrechamente ovadas o deltoides; brácteas involucrales interiores estrechamente ovadas, acuminadas o margen agudo, finamente ciliadas en el ápice, el margen escarioso. Corola liguladas, color amarillo,  lígula de color púrpura, amarillo. El fruto es un aquenio con vilano blanco. 

## Taxonomía
Crepis mollis fue descrita por (Jacq.) Asch.  y publicado en Flora der Provinz Brandenburg 385. 1864.
Etimología
Crepis: nombre genérico que deriva de las palabras griegas: 
krepis, que significa " zapatilla "o" sandalia ", posiblemente en referencia a la forma de la fruta.
mollis: epíteto latíno que significa "suave"
Variedades aceptadas
- Crepis mollis subsp. succisifolia (All.) Dostál
- Crepis mollis subsp. velenovskyi (Domin) Domin

Sinonimia
- Hieracium molle Jacq., Fl. Austriac. 2: 12. 1774
- Geracium molle (Jacq.) Schur, Enum. Pl. Transsilv.: 377. 1866
- Hieracioides molle (Jacq.) Kuntze, Revis. Gen. Pl. 1: 345. 1891
- Crepis succisifolia var. mollis (Jacq.) W.D.J.Koch, Syn. Fl. Germ. Helv.: 441. 1837, nom. illeg.
- Hieracium croaticum Waldst. & Kit., Descr. Icon. Pl. Hung. 3: 242. 1806-1812
- Geracium croaticum (Waldst. & Kit.) Rchb., Fl. Germ. Excurs.: 260. 1831-1832
- Crepis hieracioides var. croatica (Waldst. & Kit.) Froel. in Candolle, Prodr. 7: 170. 1838
- Crepis croatica (Waldst. & Kit.) Schloss. & Vuk., Fl. Croat. 883. 1869
- Hieracium sternbergii Hornem., Suppl. Hort. Bot. Hafn.: 90. 1819
- Hieracium integrifolium Loisel., Fl. Gall., ed. 2 2: 187. 1828
- Crepis integrifolia (Loisel.) Dulac, Fl. Hautes-Pyrénées: 492. 1867[ non Crepis integrifolia Vest 1820 ], nom. illeg.
- Crepis planitierum Klokov in Visjulina, Fl. URSR 12: 567. 1965[5]